# Upstairs at Eric’s
Upstairs at Eric’s ist das Debütalbum des britischen Synthiepop-Duos Yazoo, bestehend aus Vince Clarke und Alison Moyet. Das Album wurde in den Londoner Blackwing Studion mit Eric Radcliffe als Produzenten aufgenommen und am 23. August 1982 bei Mute Records veröffentlicht. Der Titel des Albums spielt auf den Namen des Produzenten an. Das Album wird dem Genre New Wave zugeordnet. Es erreichte in den britischen Top40 den zweiten Platz und wurde ein halbes Jahr nach Veröffentlichung mit einer Platin-Schallplatte der BPI ausgezeichnet.

## Entstehung und Stil
Moyet suchte nach ersten Erfahrungen bei den Vicars und den Screaming Abdabs in der Musikzeitschrift Melody Maker nach einem neuen musikalischen Partner. Clarke verließ zur selben Zeit Depeche Mode und kannte Moyet von der gemeinsamen Schulzeit in Basildon und so gründeten die beiden im November 1981 ein Duo und schlossen mit Daniel Miller bei Mute Records zunächst für eine Single ab. Miller hatte mit Clarke schon drei Singles und das Debütalbum von Depeche Mode bei Mute veröffentlicht. Clarke nahm Only You auf und spielte es mit Eric Radcliffe in dessen Blackwing Studio in Southwark, London ein. Moyet übernahm den Gesangspart. Auf der B-Seite wurde Situation, eine Koproduktion von Clarke und Moyet veröffentlicht. Die Single kletterte auf Anhieb auf Platz 2 der britischen Top40. In den USA wurde Situation in einem Remix von François Kevorkian veröffentlicht und schaffte es an die Spitze der Billboard Hot Dance Club Play Charts. Die Zusammenarbeit zwischen Yazoo, Miller und Radcliffe wurde auf ein komplettes Album ausgedehnt. Das Album besteht aus sieben Titeln, die Vince Clarke teilweise noch als Mitglied bei Depeche Mode geschrieben hatte und drei vier Titeln, die Alison Moyet beisteuerte. Einzig Situation blieb ein gemeinsames Werk.
Für den Titel Upstairs at Eric’s (dt. Oben bei Eric) gibt es mehrere Erklärungen: Eine lautet, dass Clarke unterhalb des Blackwing Studios, das Radcliffe betrieb, sein eigenes privates Studio (Splendid Studio) einrichtete, aber treppauf aufgenommen wurde. Eine andere Erklärung lautet, dass das Studio für die Aufnahmen zum Album A Broken Frame von Depeche Mode belegt war und Radcliffe seine private Wohnung zum Studio umfunktionierte, um die Aufnahmen für das Album zu ermöglichen. Das Albumcover nennt Blackwing 1 & 2 als Aufnahmeorte.
Zum Zeitpunkt der Aufnahmen für das Album bestand die Instrumentierung von Clarke aus einem Jupiter-4, den er für die Melodien nur monophonisch spielte, einem Pro One, Arp 2600, einen RSF Kobol (Keyboardversion) und Roland Juno 60 im Zusammenspiel mit einem MC 4 Microcomposer für programmierte Arrangements. Als Drumcomputer wurde eine Roland TR-808 benutzt. Die Bass Drum wurde jedoch durch eine von einem Synthesizer (Arp 2600) erzeugte ersetzt. Für die Tournee nach der Veröffentlichung legte Clarke sich zwei Fairlight CMI Systeme zu, um auf zusätzliche Keyboarder verzichten zu können.

## Titelliste
Auf der europäische Ausgabe (MUTE - Katalognummer STUMM 7) war als neunter Titel das Stück Tuesday enthalten, während die nordamerikanische Version (SIRE - Katalognummer 9 23737-1) den Titel Situation an gleicher Position enthielt. Situation wurde in Europa nur als B-Seite der Single Only You veröffentlicht, jedoch als eigenständige und sehr erfolgreiche Single in den USA, so dass Sire den Titel auf der nordamerikanischen Ausgabe nicht missen wollte.
1. Don’t Go (Vince Clarke) – 3:08
2. Too Pieces (Clarke) – 3:14
3. Bad Connection (Clarke) – 3:20
4. I Before E Except After C (Clarke) – 4:36
5. Midnight (Alison Moyet) – 4:22
6. In My Room (Clarke) – 3:52
7. Only You (Clarke) – 3:14
8. Goodbye Seventies (Moyet) – 2:35
9. Tuesday (Clarke) – 3:22
10. Winter Kills (Moyet) – 4:06
11. Bring Your Love Down (Didn’t I) (Moyet) – 4:40

Eine CD-Ausgabe von Mute 1986 enthält (wie auch die deutsche Intercord Ausgabe von 1990) neben dem Originalalbum zusätzlich Situation in der 12"-Remixversion von Kevorkian, während die US-Ausgabe 1987 von Sire exakt der Vinylversion von 1982 entspricht. Bei der europäischen Ausgabe wurde auf I Before E Except After C verzichtet und stattdessen die Moyet-Komposition Midnight an dieser Stelle verwendet. Erst die remasterte Ausgabe von 2008 verwendet wieder die originalen Lieder.

## Rezeption
Der Musikexpress nannte Upstairs at Eric’s damals „eine der aufregendsten Platten des Jahres“ 1982.
David Jefferies von allmusic vergleicht die Debütalben von Depeche Mode und Yazoo und kommt zu dem Urteil: „Während Speak & Spell deutlich das konsistentere Album ist, überzeugt Upstairs at Eric’s mehr und schlägt die Platte von Depeche in Substanz und Ehrgeiz, und ist beim Gefühl Lichtjahre voraus.“

## Singleauskopplungen
Die Originalausgaben der Singleveröffentlichungen konnten sich nur in den europäischen Charts gut platzieren. Erst die auf einem Best-of-Album 1999 veröffentlichten Remixversionen von Don’t Go und Situation erzielten 1999 und 2000 auch in den US Dance Club / Play Charts gute Platzierungen.
| Jahr | Titel                  | Höchstplatzierung, Gesamtwochen, AuszeichnungChartplatzierungen (Jahr, Titel, , Platzierungen, Wochen, Auszeichnungen, Anmerkungen) | Höchstplatzierung, Gesamtwochen, AuszeichnungChartplatzierungen (Jahr, Titel, , Platzierungen, Wochen, Auszeichnungen, Anmerkungen) | Höchstplatzierung, Gesamtwochen, AuszeichnungChartplatzierungen (Jahr, Titel, , Platzierungen, Wochen, Auszeichnungen, Anmerkungen) | Höchstplatzierung, Gesamtwochen, AuszeichnungChartplatzierungen (Jahr, Titel, , Platzierungen, Wochen, Auszeichnungen, Anmerkungen) | Höchstplatzierung, Gesamtwochen, AuszeichnungChartplatzierungen (Jahr, Titel, , Platzierungen, Wochen, Auszeichnungen, Anmerkungen) | Höchstplatzierung, Gesamtwochen, AuszeichnungChartplatzierungen (Jahr, Titel, , Platzierungen, Wochen, Auszeichnungen, Anmerkungen) | Höchstplatzierung, Gesamtwochen, AuszeichnungChartplatzierungen (Jahr, Titel, , Platzierungen, Wochen, Auszeichnungen, Anmerkungen) | Anmerkungen |
| Jahr | Titel                  | DE | AT | CH | UK | US | R&B | Dance | Anmerkungen |
| ---- | ---------------------- | --- | --- | --- | --- | --- | --- | --- | --- |
| 1982 | Only You               | DE72 (2 Wo.)DE | — | — | UK2 Platin · (19 Wo.)UK | US67 (8 Wo.)US | — | — | Erstveröffentlichung: 15. März 1982 Autor: Vince Clarke                                                            |
| 1982 | Don’t Go               | DE4 (29 Wo.)DE | AT6 (10 Wo.)AT | CH2 (8 Wo.)CH | UK3 Silber · (11 Wo.)UK | — | — | Dance1 (21 Wo.)Dance | Erstveröffentlichung: 5. Juli 1982 Autor: Vince Clarke                                                             |
| 1982 | Situation              | — | — | — | — | US73 (8 Wo.)US | R&B31 (12 Wo.)R&B | Dance1 (22 Wo.)Dance | Erstveröffentlichung (US): Juli 1982 in EU als B-Seite von Only You erschienen Autoren: Vince Clarke, Alison Moyet |
| 1982 | The Other Side of Love | DE35 (13 Wo.)DE | — | — | UK13 (11 Wo.)UK | — | — | — | Erstveröffentlichung: 8. November 1982 Autoren: Vince Clarke, Alison Moyet                                         |

## Kommerzieller Erfolg

### Chartplatzierungen
Neben einem zweiten Platz in den britischen Albumcharts erreichte das Album im deutschsprachigen Raum lediglich in den deutschen Charts Platz 14. In Österreich und der Schweiz konnte sich das Album nicht behaupten. In den USA erreichte das Album Platz 92 der Billboard 200.
| ChartsChartplatzierungen       | Höchstplatzierung | Wochen |
| ------------------------------ | ----------------- | ------ |
| Deutschland (GfK)              | 14 (23 Wo.)       | 23     |
| Vereinigte Staaten (Billboard) | 92 (32 Wo.)       | 32     |
| Vereinigtes Königreich (OCC)   | 2 (63 Wo.)        | 63     |

### Auszeichnungen für Musikverkäufe
| Land/Region                  | Auszeichnungen für Musikverkäufe (Land/Region, Auszeichnung, Verkäufe) | Verkäufe  |
| ---------------------------- | ---------------------------------------------------------------------- | --------- |
| Vereinigte Staaten (RIAA)    | Platin                                                                 | 1.000.000 |
| Vereinigtes Königreich (BPI) | Platin                                                                 | 300.000   |
| Insgesamt                    | 2× Platin ·                                                            | 1.300.000 |